# Spanische Badminton-Mannschaftsmeisterschaft 2020/21
Die Spanische Badminton-Mannschaftsmeisterschaft 2020/21 war die 35. Auflage der Teamtitelkämpfe in Spanien. Sie startete am 5. September 2020 und endete am 20. Mai 2021. Meister wurde CB Oviedo.

## Teilnehmende Mannschaften
| Team            | Ort          | Spielstätte                               |
| --------------- | ------------ | ----------------------------------------- |
| CB Ravachol     | Pontevedra   | Centro Gallego de Tecnificación Deportiva |
| CB Rinconada    | La Rinconada | Pabellón Fernando Martín                  |
| CB Oviedo       | Oviedo       | Polideportivo Corredoria Arena            |
| CB Pitiús       | Ibiza        | Polideportivo Insular Blancadona          |
| CB Benalmádena  | Benalmádena  | Polideportivo Arroyo de la Miel           |
| CB Arjonilla    | Arjonilla    | Pabellón Municipal de Arjonilla           |
| CB Alicante     | Alicante     | Pabellón Pedro Ferrándiz                  |
| CB San Fernando | Valencia     | Pabellón Fuensanta                        |

## Vorrunde
|   | Team                     | Punkte | J  | G  | P  | PG | PP | JF  | JC  | PF   | PC   |
| - | ------------------------ | ------ | -- | -- | -- | -- | -- | --- | --- | ---- | ---- |
| 1 | Ovida Bádminton Oviedo   | 42     | 14 | 14 | 0  | 74 | 24 | 155 | 63  | 4278 | 3476 |
| 2 | CB Pitiús                | 27     | 14 | 9  | 5  | 56 | 42 | 127 | 94  | 3924 | 3764 |
| 3 | CB Arjonilla             | 24     | 14 | 8  | 6  | 53 | 45 | 125 | 106 | 4259 | 4118 |
| 4 | CB Rinconada             | 21     | 14 | 7  | 7  | 49 | 49 | 114 | 112 | 4049 | 3998 |
| 5 | CB Alicante              | 21     | 14 | 7  | 7  | 47 | 51 | 111 | 122 | 4045 | 4213 |
| 6 | CB San Fernando          | 12     | 14 | 4  | 10 | 41 | 57 | 92  | 128 | 3861 | 4044 |
| 7 | CD Bádminton Benalmádena | 12     | 14 | 4  | 10 | 35 | 63 | 84  | 136 | 3629 | 3944 |
| 8 | CB Ravachol Pontevedra   | 9      | 14 | 3  | 11 | 37 | 61 | 89  | 136 | 3685 | 4173 |

## Halbfinale
| Team 1                 | Ergebnis | Team 2              | Hin | Rück |
| ---------------------- | -------- | ------------------- | --- | ---- |
| CB Pitiús              | 5-2      | CB Arjonilla        | 5-2 | -    |
| Ovida Bádminton Oviedo | 5-2      | Soderinsa Rinconada | 5-2 | -    |

## Finale
| Team 1                 | Ergebnis    | Team 2    | Hin | Rück |
| ---------------------- | ----------- | --------- | --- | ---- |
| Ovida Bádminton Oviedo | 7-7 (16-14) | CB Pitiús | 4-3 | 3–4  |